# Luca Amato

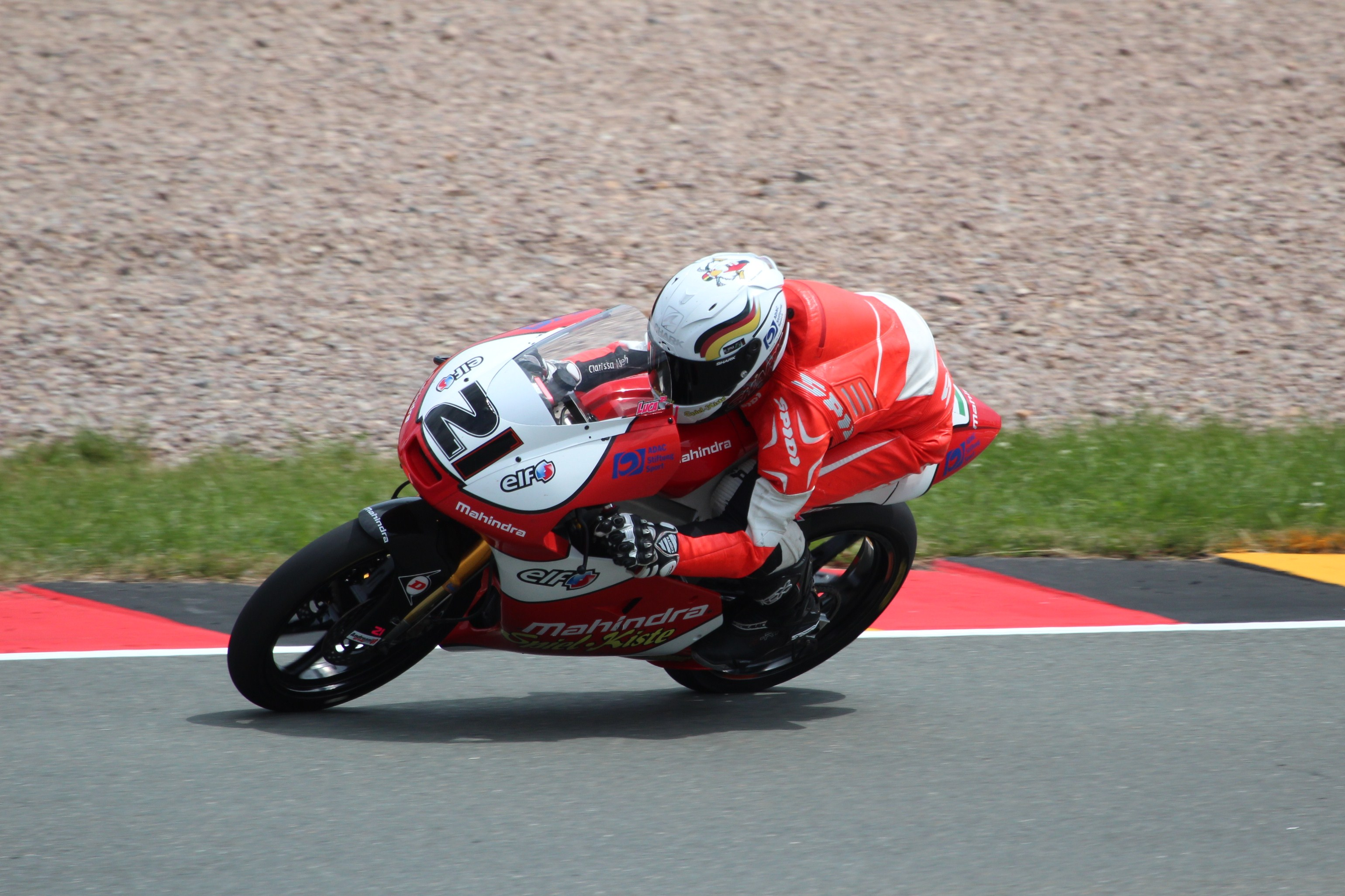
Luca Amato als Wildcard-Pilot auf dem Sachsenring 2013

Luca Amato (eigentlich Jean-Luca Amato; * 24. August 1996 in Köln) ist ein deutscher Motorradrennfahrer.

## Karriere
2004 und 2005 fuhr Amato Motocrossrennen. 2006 stieg er auf Minibikes um. 2007 und 2008 wurde er Meister im ADAC Minibike Cup. 2009 folgte ein dritter Gesamtrang im ADAC Junior Cup.

### Deutsche Meisterschaft
2010 trat Amato in der Internationalen Deutschen Motorradmeisterschaft an. Für das Racing Team Germany erreichte er auf einer Aprilia RS 125 bei acht ausgetragenen Rennen eine Pole-Position, einen Sieg sowie einen zweiten Platz. Zum Saisonende hatte Amato 67 Punkte und Rang elf in der Fahrerwertung. 2011 ging er für RZT Racing an den Start. Auf seiner Aprilia RS 125 gewann er drei Rennen, wurde einmal Zweiter und einmal Dritter. Am Ende wurde er hinter dem Australier Jack Miller mit einem Punkt Rückstand Vizemeister. In diesem Jahr erhielt er den Titel ADAC Junior-Motorsportler des Jahres 2011.

### Spanische Motorrad-Straßenmeisterschaft
2011 bestritt Amato zwei Rennen in der Spanischen Motorrad-Straßenmeisterschaft. 2012 wurde er hinter Álex Márquez Vizemeister in der Moto3-Klasse.

### Motorrad-Weltmeisterschaft
Zugleich trat Amato 2012 erstmals in der Moto3-Klasse der Motorrad-Weltmeisterschaft an. Bei seinen fünf Einsätzen konnte er jedoch keine Punkte einfahren. 2013 ging Amato für das Team Ambrogio Racing an den Start.

## Statistik

### Ehrungen
- ADAC Junior-Motorsportler des Jahres: 2011

### In der Motorrad-Weltmeisterschaft
| Saison | Klasse | Team                    | Motorrad               | Rennen | Siege | Podien | Poles | Punkte | Ergebnis |
| ------ | ------ | ----------------------- | ---------------------- | ------ | ----- | ------ | ----- | ------ | -------- |
| 2012   | Moto3  | Mapfre Aspar Team Moto3 | Kalex-KTM              | 5      | –     | –      | –     | –      | –        |
| 2013   | Moto3  | Ambrogio Racing         | Mahindra / Suter-Honda | 9      | –     | –      | –     | –      | –        |
| Gesamt | Gesamt | Gesamt                  | Gesamt                 | 14     | 0     | 0      | 0     | 0      |          |